# Родригес, Роберто
Роберто Родри́гес Ара́йя (исп. Roberto Rodríguez Araya; род. 28 июля 1990 года, Цюрих, Швейцария) — швейцарский футболист, полузащитник швейцарского «Цюриха».

## Биография

### Клубная карьера

#### Начало профессиональной карьеры
Воспитанник клуба «Швамендинген». На профессиональном уровне дебютировал в составе фарм-клуба «Грассхоппера» 6 октября 2007 года в матче третьей швейцарской лиги против клуба «Тугген». Летом 2009 года перешёл в команду Челлендж-лиги «Виль», а в 2011 году в другой клуб лиги «Беллинцона».

#### «Санкт-Галлен»
Летом 2013 года подписан контракт с клубом Суперлиги «Санкт-Галлен». Дебют игрока в высшей лиге состоялся 21 июля 2013 года в матче с командой «Тун», в котором он вышел на замену на 69-й минуте вместо Матиаса Виткиевиза. 22 августа того же года дебютировал в еврокубках, выйдя в стартовом составе на матч отборочного раунда Лиги Европы против московского «Спартака». 29 августа стал одним из героев ответного матча команд, забив на 35-й минуте победный гол в ворота «Спартака». Матч закончился со счётом 4:2 в пользу «Санкт-Галлена» и позволил швейцарцам пройти в групповой этап. На групповом этапе Роберто сыграл во всех 6 матчах, но не отметился результативными действиями.

#### «Новара»
3 июля 2015 года подписал контракт с клубом итальянской Серии Б «Новара». В оставе команды отыграл 11 матчей и забил 1 гол. Вторую часть сезона 2015/2016 провёл уже в аренде в немецком «Гройтер Фюрт».

#### «Цюрих»
Летом 2016 года вернулся в Швейцарию, где подписал контракт с клубом «Цюрих», выступавшем на тот момент в Челлендж-лиге. Выиграв лигу в 2017 году, перешёл с командой в высший дивизион.

### Карьера в сборной
В 2010 году сыграл 2 товарищеских матча за молодёжную сборную Швейцарии.

## Семья
Братья Рикардо и Франсиско также являются футболистами.